# Lesene igrače iz Zagorja
Lesene igrače iz Hrvaškega Zagorja (hrvaško Drvene igračke Hrvatskog zagorja) so tradicionalne lesene igrače, ki jih izdelujejo v Zagorju na Hrvaškem. Način izdelave od neobdelanega lesa do končnega nanosa barve se prenaša iz generacije v generacijo, pri čemer družine še naprej uporabljajo tradicionalne tehnike.

## Zgodovina
Tehnika izdelave lesenih igrač sega v 19. stoletje, ko so v več vaseh ob poti na verski romarski kraj Marija Bistrica začeli rezbariti les za izdelavo drobnarij in igrač. Iz lokalnega lesa, kot so javor, vrba, bukev in lipa, so s posebnimi orodji izrezovali različne oblike za doseganje natančnih rezov. Ko so moški izdelali igrače, so ženske ročno poslikale edinstvene vzorce in motive s svetlimi rdečimi, rumenimi in modrimi barvami.
Leta 2009 je bil običaj vnesen na Unescov seznam nesnovne kulturne dediščine človeštva.